# Rinascimento di Harlem
L'Harlem Renaissance (in italiano Rinascimento di Harlem) è un movimento artistico-culturale afroamericano sorto verso l'inizio degli anni venti negli Stati Uniti. Il termine è nato in seguito alla pubblicazione dell'antologia di racconti The New Negro di Alain Locke, nel 1925.
Il centro nevralgico del movimento fu il quartiere di Harlem, a New York, e da lì si espanse nei centri urbani di tutti gli Stati Uniti. Attraverso lo sviluppo di tutte le forme d'arte (letteratura, teatro, musica, arti visive, danza) e delle scienze sociali (sociologia, storiografia, filosofia), artisti e intellettuali trovarono nuove vie per esplorare ed approfondire l'esperienza storica degli afroamericani, nonché la vita dei neri dell'epoca nelle grandi città degli Stati Uniti settentrionali.
Sfidando gli atteggiamenti paternalistici e razzisti dei bianchi, artisti e intellettuali afroamericani rifiutarono di limitarsi ad imitare lo stile degli europei e dei bianchi d'America, ma esaltarono invece la dignità e la creatività nera, rivendicando inoltre la loro libertà di esprimersi a proprio modo, esaminarono la propria identità di neri americani, celebrando la cultura nera che era emersa dalla schiavitù e i loro legami culturali con l'Africa.
L'Harlem Reinassance ebbe un profondo impatto non solo sulla cultura afroamericana, ma anche su tutte le altre culture frutto della diaspora africana. Artisti afro-caraibici e intellettuali delle Indie Occidentali Britanniche furono parte integrante del movimento. Inoltre, anche scrittori neri di lingua francese provenienti dalla colonie africane e caraibiche che vivevano a Parigi furono influenzati dal movimento dell'Harlem Reinassance.
Non c'è accordo tra gli storici su quando l'Harlem Reinassance ha avuto inizio e su quando sia terminato. In modo non ufficiale si riconosce che sia durato grosso modo dal 1919 fino all'inizio o la metà degli anni trenta, anche se le idee che propugnava continuarono ad essere diffuse più a lungo. L'apice di questa "fioritura della letteratura nera", come James Weldon Johnson preferiva chiamare l'Harlem Reinassance, si situa tra il 1924 (l'anno in cui Opportunity: A Journal of Negro Life diede una festa per scrittori neri a cui parteciparono molti editori) e il 1929 (l'anno in cui la Borsa valori crollò dando il via alla Grande depressione).
È importante osservare che nel 1917 Hubert Harrison, "il padre del radicalismo di Harlem", aveva fondato la Lega della Libertà e "The Voice", la prima organizzazione e il primo giornale del "Nuovo movimento nero". L'organizzazione e il giornale di Harrison avevano un carattere politico, ma diedero risalto anche alle arti (nel giornale c'era la sezione Poesia per il popolo e una rubrica di recensioni letterarie). Nel 1927, sul Pittsburgh Courier, Harrison mise in discussione il concetto di rinascimento. Sostenne che il concetto di Rinascimento letterario nero trascurava "il flusso di produzioni artistiche e letterarie che era ininterrottamente sgorgato dagli scrittori neri dal 1850 ad oggi" e che il cosiddetto rinascimento era in gran parte un'invenzione dei bianchi.

## Le origini
L'Harlem Renaissance ebbe le proprie radici nei cambiamenti avvenuti nella comunità nera dopo l'abolizione della schiavitù, che erano stati accelerati dalle conseguenze della prima guerra mondiale e dal grande mutamento sociale e culturale che l'America vide all'inizio del XX secolo sotto l'influenza dell'industrializzazione e dell'emergere di una nuova cultura di massa. Un altro fattore determinante fu la grande migrazione degli afroamericani verso le grandi città del nord.
L'Harlem Renaissance mise in luce le trasformazioni sociali e intellettuali della comunità afroamericana che erano iniziate a partire dalla fine del XIX secolo. Fino alla fine della guerra di secessione la stragrande maggioranza degli afroamericani era rimasta in schiavitù e viveva nel sud del paese. Subito dopo l'abolizione della schiavitù gli afroamericani emancipati iniziarono a lottare per l'inserimento nella società, per l'eguaglianza politica e per l'autodeterminazione economica e culturale. Il fallimento della Ricostruzione lasciò strada libera nel sud all'instaurazione di un regime basato sulla supremazia bianca e all'emanazione delle cosiddette leggi Jim Crow; tali legislazioni unite ai frequenti linciaggi di fatto negarono agli afroamericani i diritti civili e politici e ridussero le loro possibilità lavorative alle sole posizioni di lavoratori manuali e mezzadri. Più la vita al sud si faceva difficile, più gli afroamericani intensificarono la loro migrazione verso nord.
La maggior parte degli scrittori che facevano parte del movimento letterario afroamericano erano discendenti di una generazione che aveva vissuto le conquiste e poi il nuovo arretramento del periodo della Ricostruzione, e spesso i loro genitori o nonni erano stati schiavi. Molti degli artisti e intellettuali dell'Harlem Reinassance avevano fatto parte della grande migrazione afroamericana dal sud verso i quartieri neri del nord e delle regioni del Midwest, dove i neri cercavano condizioni di vita migliori e di uscire dal razzismo istituzionalizzato del Sud. Altri invece erano africani e persone di discendenza africana provenienti dalla comunità razzialmente miste dei Caraibi che si erano trasferiti negli Stati Uniti nella speranza di una vita migliore. Ad unire la maggior parte di loro fu la destinazione scelta: il quartiere di Harlem a New York.

### Lo sviluppo della comunità afroamericana ad Harlem
Per l'arrivo del nuovo secolo la comunità afroamericana era riuscita a sviluppare una classe media, specialmente nella grandi città. Harlem, a New York, diventò il centro di espansione di questa nuova borghesia nera. Nel XIX secolo il quartiere era stato costruito per essere un sobborgo esclusivo per la classe media e per la borghesia bianca, e comprendeva edifici imponenti, larghi viali e strutture come campi di polo e un teatro dell'opera. Sotto l'enorme pressione degli immigrati provenienti dall'Europa alla fine del XIX secolo il quartiere, un tempo esclusivo, fu abbandonato dalla borghesia che inizialmente lo aveva abitato. Harlem diventò un quartiere nero nei primi anni del 1900. Nel 1910 un grosso caseggiato tra la 135° strada e la quinta avenue fu acquistato da alcuni agenti immobiliari neri e da un gruppo religioso. Molti altri afroamericani arrivarono in zona durante la prima guerra mondiale. A causa della guerra la migrazione di lavoratori dall'Europa in pratica si interruppe, mentre al contempo lo sforzo bellico provocava un grosso aumento della richiesta di manodopera non specializzata nell'industria. La Grande Migrazione spinse così centinaia di migliaia di afroamericani verso città come Chicago, Filadelfia, Cleveland e New York.
La Grande migrazione fece ingrandire enormemente le comunità nere, creando così un grosso mercato per la cultura nera, mentre la musica jazz e blues, la musica tipica dei neri del sud, seguì al nord gli emigranti per essere suonata nei locali notturni e nei locali più celebri di Harlem. Nello stesso tempo i bianchi cominciavano ad essere sempre più affascinati dalla cultura nera. Un certo numero di artisti e mecenati bianchi iniziarono a guardare alla cultura nera con minor sufficienza ed iniziarono ad offrire ai neri l'accesso alle case editrici più importanti e alle mostre d'arte.
Nonostante la crescente popolarità della cultura nera in alcuni ambienti bianchi, le comunità nere dovettero lottare contro un forte razzismo anche al nord. Dopo la fine della prima guerra mondiale, molti soldati afroamericani (che avevano combattuto in unità separate come gli Harlem Hellfighters) quando rientrarono a casa trovarono una nazione che spesso non rispettava le loro imprese. Nel corso dell'Estate Rossa del 1919 in tutti gli Stati Uniti scoppiarono violenti scontri razziali e rivolte popolari.

### La nascita di nuovi movimenti intellettuali e dell'attivismo politico
Nonostante focolai di violenza razzista fossero scoppiati anche nel nord, la condizione di relativa libertà politica in quelle zone permise comunque agli afroamericani di creare organizzazioni politiche e intellettuali. Nel corso dei primi due decenni del XX secolo, durante il cosiddetto Nadir dei rapporti interrazziali in America la classe media nera del nord iniziò a creare e sostenere un certo numero di movimenti politici. Questi movimenti, dotatisi di una nuova agenda politica che sosteneva l'eguaglianza razziale, lottarono contro il razzismo dei bianchi che non solo pervadeva il sud del regime delle leggi Jim Crow, ma toccava anche i neri del nord. A battersi per questo programma e lottare contro la segregazione razziale e i linciaggi furono la National Urban League e la National Association for the Advancement of Colored People (NAACP), guidata dallo storico e sociologo W.E.B. Du Bois, che respingeva la filosofia del compromesso di Booker T. Washington. Questo programma di tipo maggiormente militante, che celebrava la cultura nera, fu rappresentato anche dagli sforzi del nazionalista nero di origine giamaicana Marcus Garvey, il cui movimento populista Back to Africa negli anni venti suscitò la nascita di un orgoglio di razza tra la classe lavoratrice nera degli Stati Uniti.
Tutti questi movimenti avevano il loro quartier generale a New York. Gli afroamericani di Harlem fondarono numerosi quotidiani e riviste, come Crisis, diretta da Du Bois per la NAACP, Opportunity, diretta dal sociologo Charles S. Johnson per la NUL, The Messenger, pubblicato dai socialisti A. Philip Randolph e Chandler Owen e Negro World di Marcus Garvey.

### Un'esplosione culturale ad Harlem
La letteratura e l'arte afroamericane iniziarono a svilupparsi velocemente subito prima dell'inizio del nuovo secolo. Nel campo dello spettacolo il musical nero ebbe come protagonisti artisti raffinati come i compositori Bob Cole e J. Rosamond Johnson (fratello dello scrittore James Weldon Johnson). Per quanto riguarda il jazz e il blues, grazie ad autentiche leggende come Clyde Livingston, seguirono la popolazione nera dal sud e dal Midwest fino ai bar e ai cabaret di Harlem.
In ambito letterario, la poesia di Paul Laurence Dunbar e la narrativa di Charles W. Chesnutt furono tra le prime opere di afroamericani a ricevere un riconoscimento a livello nazionale, verso la fine del decennio del 1890. Per la fine della prima guerra mondiale lo scrittore James Weldon Johnson e il poeta Claude McKay furono i predecessori di quella letteratura che in seguito, negli anni venti, avrebbe descritto la realtà della vita dei neri negli Stati Uniti e la lotta per l'identità razziale.
La prima fase di quello che fu in seguito definito Harlem Renaissance iniziò verso la fine degli anni dieci. Nel 1917 ci fu la prima rappresentazione di Three Plays for a Negro Theatre. Questi spettacoli, scritti dal drammaturgo bianco Ridgely Torrence, erano interpretati da attori neri che, rifiutando la tradizione che li voleva sul palco solo per presentare gli stereotipi del blackface o quelli messi in scena nei minstrel show, trasmettevano agli spettatori le complesse e reali emozioni e desideri umani. In quello stesso anno James Weldon Johnson definì questo debutto teatrale "il più importante evento in tutta la storia della partecipazione dei neri al teatro americano". Un altro avvenimento fondamentale fu, nel 1919 la pubblicazione del sonetto militante di Claude McKay If We Must Die. Nonostante la poesia non alluda mai direttamente alla razza, per i lettori neri suonava come una sorta di sfida sbattuta in faccia al razzismo e alla violenza razzista dei bianchi degli scontri razziali e dei linciaggi che avvenivano all'epoca. Alla fine della prima guerra mondiale la narrativa di James Weldon Johnson e la poesia di Claude McKay stavano descrivendo la realtà della vita dei neri negli Stati Uniti e la lotta per la loro auto-determinazione culturale, anticipando le caratteristiche dell'Harlem Reinassance.
All'inizio degli anni venti l'uscita di un certo numero di opere segnalò l'emergere di una nuova energia creativa nella letteratura afroamericana. La raccolta di poesie di Claude McKay Harlem Shadows (1922), diventò una delle prime opere di uno scrittore nero ad essere pubblicata da un editore nazionale di grande importanza. Canne, di Jean Toomer, fu un romanzo sperimentale che univa poesia e prosa per documentare la vita degli afroamericani nel sud rurale e nel nord urbanizzato. Confusion, il primo romanzo dello scrittore e editore Jessie Fauset, ritrasse invece la classe media nera dal punto di vista di una donna.
Insieme a queste prime opere, tre avvenimenti fondamentali tra il 1924 e il 1926, lanciarono definitivamente il movimento dell'Harlem Reinassance. Per prima cosa, il 21 marzo 1924, Charles S. Johnson della National Urban League organizzò un banchetto per far conoscere i nuovi talenti letterari sorti nella comunità nera, e per presentare i giovani scrittori all'ambiente letterario bianco di New York. Il risultato dell'incontro fu che il Survey Graphic, una rivista di analisi e critica sociale interessata al pluralismo culturale, nel marzo del 1925 iniziò a pubblicare un'edizione ad Harlem. Dedicata alla definizione dell'estetica della letteratura e dell'arte nera, l'edizione di Harlem ospitò lavori di scrittori neri e fu curata dal filosofo e studioso di letteratura nero Alain Locke. Più tardi, in quello stesso anno, Locke ingrandì l'edizione speciale trasformandola in un'antologia, The New Negro. Il secondo evento fu la pubblicazione di Nigger Heaven (1926) del romanziere bianco Carl Van Vechten. Il libro, una descrizione della vita di Harlem, diventò enormemente popolare. Nonostante alcuni membri della comunità nera si fossero sentiti offesi da esso, il fatto che si fosse occupato di tutte le zone di Harlem, sia le migliori che quelle più disagiate, contribuì alla nascita di una moda che spinse migliaia di newyorkesi sofisticati, sia bianchi che neri, a frequentare la vita notturna esotica e stimolante di Harlem, e stimolò la nascita di un mercato nazionale per la letteratura e la musica afroamericane. L'ultimo evento fu segnato, nell'autunno 1926, da un gruppo di giovani scrittori neri che creò la propria rivista letteraria, Fire!!. Grazie a Fire!! emerse una nuova e alternativa generazione di giovani scrittori e artisti come Langston Hughes, Wallace Thurman e Zora Neale Hurston.

### L'Apollo Theater
Mentre la Savoy Ballroom, sulla Lenox Avenue, fu il locale più celebre per lo swing e per il jazz e fu anche immortalato in un popolare brano strumentale dell'epoca, Stompin' At The Savoy, l'Apollo Theater è stata l'eredità più durevole lasciataci dal periodo dell'Harlem Renaissance. Aperto il 26 gennaio 1934 sulla 125ª Strada, al posto di un teatro dove si tenevano spettacoli Burlesque, il locale è rimasto uno dei simboli della cultura afroamericana. Molti personaggi della scena dell'Harlem Reinassance trovarono lì il palco adatto per valorizzare il proprio talento e per iniziare la propria carriera.
All'Apollo iniziarono la propria carriera (tra gli altri) cantanti come Billie Holiday, Ella Fitzgerald, e Sarah Vaughan.
Il teatro cadde in declino verso la fine degli anni sessanta, ma fu rivitalizzato nel 1983 grazie ad iniezioni di fondi da parte della città, dello Stato e del governo federale. Attualmente è gestito da un'organizzazione no-profit, la Apollo Theater Foundation Inc., e accoglie circa 1,3 milioni di spettatori ogni anno. Ospita Showtime at the Apollo una produzione televisiva di varietà trasmessa a livello nazionale che funge anche da vetrina per nuovi talenti.

### La fine di un'epoca
Vari furono i fattori che contribuirono al declino dell'Harlem Reinassance a partire dalla metà degli anni trenta. La Grande depressione colpì tutti i settori, incluso naturalmente quello dello spettacolo e dell'arte. Organizzazioni come la NAACP e la National Urban League che negli anni venti avevano attivamente sostenuto il movimento, nel decennio successivo spostarono il proprio campo di interesse su problematiche economiche e sociali. Molti importanti scrittori neri e agenti letterari, tra cui Langston Hughes, James Weldon Johnson, Charles S. Johnson e W.E.B. Du Bois lasciarono New York, per lo più trasferendosi in Francia. Infine, i tumulti di Harlem del 1935 - scoppiati in parte per le crescenti difficoltà economiche provocate dalla Grande Depressione e in parte per le aumentate tensioni tra la comunità nera e i proprietari bianchi di negozi di Harlem che guadagnavano sulle spalle della comunità - finirono per distruggere il concetto di Harlem come di mecca per il nuovo nero. Nonostante questi problemi il movimento non sparì comunque da un giorno all'altro. Quasi un terzo dei libri pubblicati nel periodo dell'Harlem Reinassance uscì dopo il 1929.

## Caratteristiche e tematiche
A caratterizzare l'Harlem Reinassance fu un dichiarato orgoglio razziale, che venne rappresentato dall'idea del Nuovo Negro che, grazie all'intelligenza, alla produzione letteraria, all'arte e alla musica, poteva sfidare il diffuso razzismo e gli stereotipi sui neri diffusi all'epoca per promuovere invece una politica progressista o socialista e l'integrazione razziale e sociale. L'arte e la letteratura sarebbero servite per "elevare" la razza.
Dall'Harlem Reinassance non emerse un tratto caratterizzante unitario per le varie manifestazioni artistiche. Piuttosto, incluse un'ampia varietà di elementi e stili culturali, tra cui una prospettiva panafricanista che univa il mondo della cosiddetta "cultura alta" alla cultura e alla vita di strada, passando dalla forme di musica tradizionale come il blues e il jazz a nuove forme letterarie sperimentali come il modernismo o, nell'ambito della poesia, della jazz poetry. Questa dualità sarebbe poi diventata evidente in un certo numero di artisti afroamericani dell'epoca che entrarono in conflitto con gli intellettuali neri di orientamento conservatore, specialmente in merito a certe descrizioni della vita dei neri realizzate dagli uni ma disapprovate dagli altri. Alcune tematiche comuni trattate dagli artisti dell'Harlem Renaissance erano influenzate dall'esperienza della schiavitù e dalle tradizioni popolari afroamericane che emergevano creando un'identità culturale nera, dagli effetti del razzismo istituzionalizzato, dai dilemmi morali sul fatto di esibirsi e scrivere per un pubblico composto da un'élite bianca, e dal problema di come trasmettere al pubblico l'esperienza della vita dei neri nel nord urbanizzato.
L'Harlem Renaissance fu un fenomeno prettamente afroamericano e si servì di un sistema di supporto logistico-economico fornito da mecenati neri, imprese gestite da neri e pubblicazioni edite da neri. Tuttavia si appoggiò anche all'aiuto fornito da americani bianchi, come Carl Van Vechten e Charlotte Osgood Mason, che assicurarono appoggio sotto varie forme, riuscendo ad aprire porte che altrimenti sarebbero rimaste chiuse e permettendo quindi la pubblicazione di varie opere anche al di fuori della comunità afroamericana. Certi bianchi erano interessati alle cosiddette "culture primitive", come all'epoca la cultura nera era da molti intesa, e volevano vedere questo primitivismo nelle opere generate dal movimento dell'Harlem Renaissance. Altre forme di rapporti interpersonali tra bianchi e neri potevano essere classificate come forme di sfruttamento a causa dell'evidente desiderio di capitalizzare, cavalcando l'onda, il momentaneo periodo di moda di tutto quanto era afroamericano. La moda si sarebbe poi estesa anche ai palchi di Broadway, come in Porgy and Bess, e alla musica, dove in vari casi i leader bianchi delle orchestre si opposero alle tendenze razziste accogliendo i migliori e più brillanti musicisti e cantanti afroamericani e includendo nel repertorio i loro brani. Per i neri, la loro arte era un modo di provare la propria umanità e chiedere l'uguaglianza. Un certo numero di bianchi riuscì a sfidare e sconfiggere i propri pregiudizi e preconcetti.
Proprio in quel periodo iniziò il fenomeno dell'editoria su vasta scala. Molti scrittori iniziarono a pubblicare romanzi, riviste e giornali, iniziando ad attrarre l'attenzione di tutta la nazione. Alcuni celebri scrittori dell'epoca furono Jean Toomer, Jessie Fauset, Claude McKay, Zora Neale Hurston, James Weldon Johnson, Alain Locke, Eric D. Walrond e Langston Hughes.
L'Harlem Renaissance aiutò anche la nascita del movimento per i diritti civili. Inoltre molti artisti neri che fiorirono in seguito trassero ispirazione proprio da questo movimento letterario.
Nessuno stile letterario o artistico comune, né ideologia politica, possono essere presi per definire l'Harlem Renaissance. Quello che univa i partecipanti al movimento era la sensazione di partecipare ad uno sforzo comune e il loro impegno per tentare di dare un'espressione artistica all'esperienza di essere afroamericani. Esistevano tematiche comuni, come l'interesse per le radici africane dell'esperienza afroamericana del XX secolo, un forte orgoglio di razza e l'aspirazione all'eguaglianza sociale e politica. L'aspetto più caratteristico dell'Harlem Renaissance è la diversità delle sue forme d'espressione.
Le diverse forme di espressione in campo letterario vanno dall'intreccio dei ritmi della musica afroamericana usato da Langston Hughes nelle sue poesie sulla vita del ghetto (come in ''Weary Blues del 1926), all'uso del sonetto nelle appassionate poesie contro la violenza razziale di Claude McKay (come If We Must Die del 1919). McKay, nel già citato Harlem Shadows, tratteggiò anche nello stesso testo sia gli aspetti migliori e più esposti alla luce dei riflettori della vita di Harlem che quelli più tristi e legati all'emarginazione. Countee Cullen si servì sia di personaggi africani che europei per esplorare le radici africane della vita dei neri americani. Nella poesia Heritage (1925), ad esempio, Cullen spiega cosa significhi essere sia un cristiano sia un africano, non appartenendo in realtà pienamente a nessuna delle due tradizioni. Quicksand (1928), della scrittrice Nella Larsen offre una potente analisi psicologica della perdita di identità delle donne afroamericane.
La diversità e la sperimentazione furono un tratto distintivo anche nelle arti dello spettacolo, e si riflettono nel canto blues di Bessie Smith e nella musica jazz. Le forme del jazz variano dalla fusione di blues e ragtime operata dal pianista Jelly Roll Morton all'ampia orchestrazione del capo-orchestra Louis Armstrong e del compositore Duke Ellington. Nelle arti figurative Aaron Douglas scelse di adottare uno stile deliberatamente primitivo incorporando delle immagini in stile africano nei suoi dipinti e nelle sue illustrazioni.

## L'impatto sulla società dell'Harlem Renaissance

### Una nuova identità nera

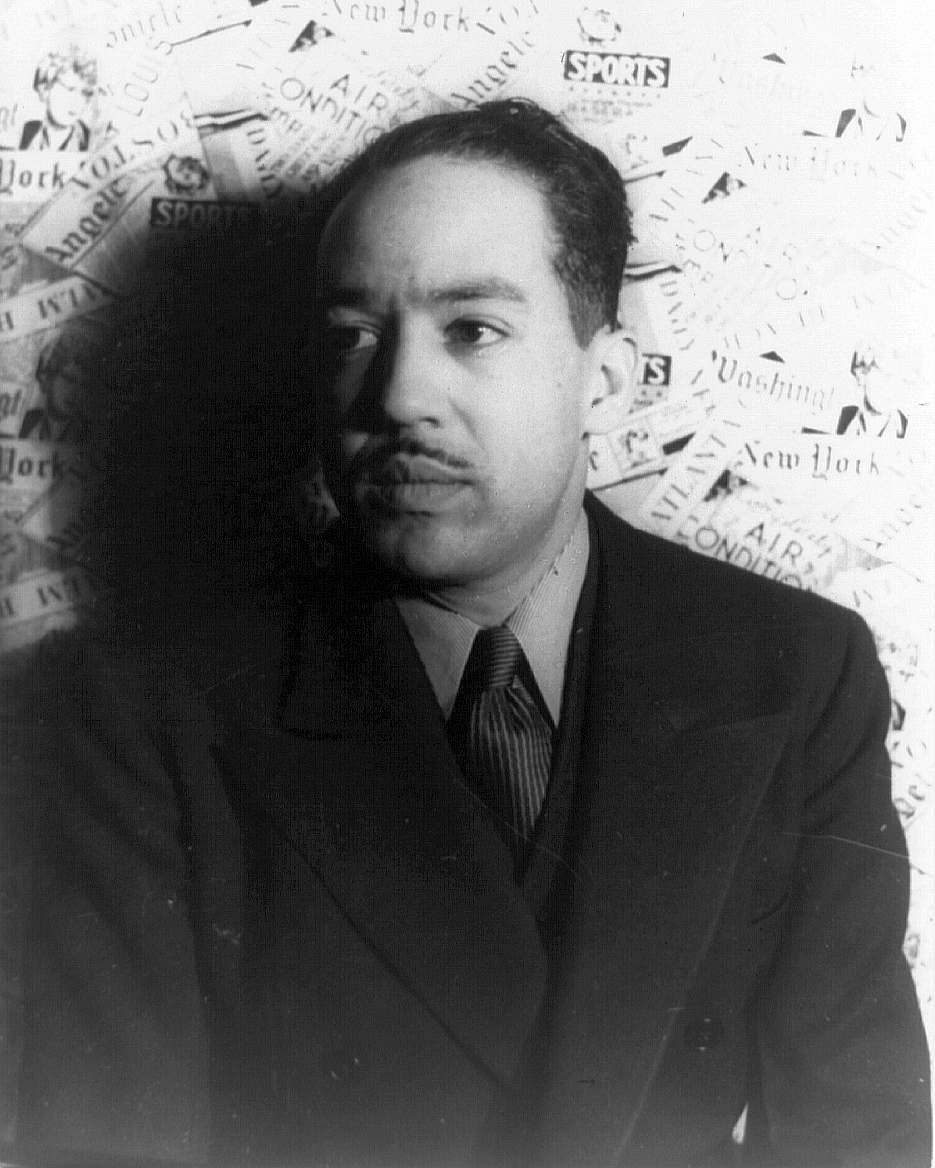
Langston Hughes, scrittore e poeta, fotografato da Carl Van Vechten, 1936

L'Harlem Renaissance fu un successo in quanto portò l'esperienza nera all'interno della storia culturale americana. Non solo attraverso una sorta esplosione culturale, ma anche sul piano sociologico, l'eredità dell'epoca è di aver ridefinito il modo in cui l'America e il mondo guardavano verso la popolazione afroamericana. La migrazione dei neri del sud verso il nord del paese cambiò l'immagine degli afroamericani da quella di ignoranti bifolchi di campagna a quella di cittadini sofisticati e cosmopoliti. Questa nuova identità portò con sé una maggiore consapevolezza sociale e gli afroamericani diventarono protagonisti sul palcoscenico mondiale, allargando la propria rete di contatti nell'ambiente intellettuale.
Il progresso - sia simbolico che reale - di questo periodo diventò un punto di riferimento a partire dal quale la comunità afroamericana acquistò una volontà di autodeterminazione che portò allo sviluppo dei concetti di civiltà nera e nazionalismo nero, le fondamenta su cui la comunità costruì poi le lotte per i diritti civili degli anni cinquanta e sessanta.

### Le critiche al movimento
Diversi critici notano come l'Harlem Renaissance, nel suo tentativo di crearne una nuova, non sia comunque potuto sfuggire alla storia e alla cultura dell'epoca, e comunque non sia riuscito a distaccarsi abbastanza dagli elementi base della cultura europea e bianca. Spesso gli intellettuali di Harlem, mentre a parole sbandieravano una nuova coscienza di razza e la novità rappresentata dalla comunità afroamericana acculturata e inurbata, finivano poi per imitare di fatto le loro controparti bianche adottando il loro modo di vestire, la loro etichetta e le loro maniere sofisticate. Questo abbandono dell'autentica cultura africana delle origini è stato interpretato come un comportamento ipocrita e gli intellettuali che più sembravano scimmiottare i bianchi si guadagnarono il soprannome di "dicky niggers" da parte degli afroamericani disillusi. Questa può essere stata una delle ragioni per cui le produzioni artistiche e culturali dell'Harlem Renaissance non riuscirono ad eliminare da sé i valori tipici degli americani bianchi e tantomeno a rifiutarli completamente. Sotto questo profilo la creazione di un "Nuovo negro" come tentarono di fare gli intellettuali di Harlem, è stata considerata un fallimento.
Le creazioni dell'Harlem Renaissance si rivolgevano ad un pubblico misto e variegato. La letteratura si rivolgeva sia alla classe media afroamericana che ai bianchi. Riviste come The Crisis, il mensile del NAACP, e Opportunity, rivista ufficiale della National Urban League, ebbero scrittori appartenenti al movimento all'interno della propria redazione, pubblicarono poesie e racconti di scrittori neri e promossero la letteratura afroamericana con articoli, recensioni e premi letterari a cadenza annuale. Per quanto importanti queste modalità di pubblicazione fossero, tuttavia il movimento si affidò pesantemente anche a case editrici bianche e a riviste di proprietà bianca. Di fatto, il maggior successo dell'Harlem Renaissance fu riuscire ad aprire a questi scrittori le porte dell'editoria ufficiale, anche se i rapporti tra gli scrittori stessi e gli editori e pubblico bianchi talvolta furono conflittuali. W.E.B. Du Bois non si oppose al rapporto tra scrittori neri ed editori e pubblico bianchi, ma fu critico nei confronti di opere come il bestseller di Claude McKay Home to Harlem (1928) perché a suo giudizio soddisfaceva "la pruriginosa domanda da parte di lettori e editori bianchi di descrizioni della lascivia dei neri". Langston Hughes si fece portavoce della maggior parte degli scrittori ed artisti quando, nel suo saggio The Negro Artist and the Racial Mountain (1926), scrisse che l'arte nera era fatta per esprimersi liberamente, senza curarsi di cosa pensasse il pubblico nero né quello bianco.
Anche i musicisti afroamericani suonavano e si esibivano per un pubblico misto. I cabaret e i club di Harlem attraevano sia i residenti del quartiere che i newyorkesi bianchi. Il celebre Cotton Club, dove suonava Duke Ellington, rappresentò l'apice di questo fenomeno, in quanto metteva in scena uno spettacolo nero per un pubblico esclusivamente bianco. Alla fine, i musicisti e uomini di spettacolo neri di maggior successo, che puntavano al grande pubblico, si trasferirono ad esibirsi nel centro della città.
Alcuni aspetti dell'Harlem Renaissance furono accettati senza porsi domande, senza un dibattito e senza indagarvi a sufficienza. Uno di questi fu il futuro del "Nuovo negro". Gli artisti e gli intellettuali del movimento si limitarono ad accettare e ripetere i principi del progressismo statunitense e la sua fiducia in un democratico processo di riforme, nella sua convinzione che l'arte e la letteratura fossero degli agenti per il cambiamento e nella quasi acritica convinzione in sé stesso e nel proprio futuro. La prospettiva progressista rese gli intellettuali neri - come d'altronde la loro controparte bianca - completamente impreparati al durissimo shock della grande depressione e l'Harlem Renaissance finì improvvisamente a causa delle sue troppo semplicistiche convinzioni riguardo alla centralità della cultura, vista come distinta dall'economia e dalle realtà sociali.
Tuttavia quella che emerge come principale critica all'Harlem Renaissance è che mentre la cultura afroamericana venne assorbita dalla cultura dominante americana, si creò una strana separazione tra la comunità nera e la cultura statunitense. Dato che le radici degli afroamericani risalivano all'inizio della tratta degli schiavi, nei primi anni del XVII secolo, la loro Weltanschauung e chiaramente quella di nativi del paese. I neri, a differenza di altri immigrati, non possedevano un passato vicino, una storia o una cultura da celebrare, dal momento che intere generazioni li separavano dalle loro radici africane. Le implicazioni positive dell'essere dei nativi americani non furono però mai apprezzate dalla comunità. Non colsero un concetto molto semplice: la storia e la cultura degli afroamericani sono americane molto più di quelle di qualsiasi altro gruppo etnico degli Stati Uniti.

### Influenza sulla cultura attuale
L'Harlem Renaissance ha cambiato per sempre le dinamiche delle arti e della letteratura afroamericane negli Stati Uniti. Gli scrittori del periodo successivo, gli anni trenta e quaranta trovarono editori e pubblico più aperti e ben disposti verso la letteratura afroamericana di quanto lo fossero all'inizio del secolo. Inoltre l'esistenza stessa di un corpus letterario afroamericano, nato in quel periodo, spinse scrittori come Ralph Ellison e Richard Wright ad inseguire una carriera in ambito letterario, anche se si definivano contrari alle varie ideologie e al modo di scrivere del periodo. Anche la diffusione della letteratura afroamericana degli anni ottanta e novanta, grazie e a scrittori come Alice Walker e Toni Morrison, vede le proprie radici nella fioritura letteraria dell'Harlem Renaissance. L'influenza delle sue tematiche e la ricchezza della cultura afroamericana sono state poi espresse anche attraverso nuove forme d'arte e comunicazione, come si può ad esempio vedere nei film del regista Spike Lee.
L'influenza dell'Harlem Renaissance non rimase confinata agli Stati uniti: gli scrittori Claude McKay, Langston Hughes e Countee Cullen, l'attore e musicista Paul Robeson, la ballerina Joséphine Baker e altri viaggiarono in Europa, ottenendo all'estero una popolarità uguale e talvolta superiore a quella di cui godevano nel proprio paese. I fondatori del movimento della Negritudine nelle Antille francesi trassero le proprie idee direttamente da Hughes e McKay. Lo scrittore sudafricano Peter Abrahams citò la scoperta, fatta in gioventù, dell'antologia The New Negro come l'evento che lo spinse ad intraprendere la carriera dello scrittore. Per migliaia di neri in tutto il mondo l'Harlem Renaissance ha rappresentato la prova del fatto che i bianchi non detengono un monopolio sulla cultura e sulla letteratura.

## I personaggi di riferimento e le loro opere

### Scrittori e romanzi
- Sherwood Anderson — Dark Laughter (1925)
- Jessie Redmon Fauset — There is Confusion (1924), Plum Bun (1928), The Chinaberry Tree (1931), Comedy, American Style (1933)
- Rudolph Fisher — The Walls of Jericho (1928), The Conjure Man Dies (1932)
- Langston Hughes — Not Without Laughter (1930)
- Zora Neale Hurston — Jonah's Gourd Vine (1934), I loro occhi guardavano Dio (1937)
- Nella Larsen — Quicksand (1928), Passing (1929)
- Claude McKay — Home to Harlem (1927), Banjo (1929), Gingertown (1931), Banana Bottom (1933)
- George Schuyler — Black No More (1930), Slaves Today (1931)
- Wallace Thurman — La mora più nera (1929), Infants of the Spring (1932), Interne (1932)
- Jean Toomer — Canne (1923)
- Carl Van Vechten — Nigger Heaven (1926)
- Eric Walrond — Tropic Death (1926)
- Walter Francis White — The Fire in the Flint (1924), Flight (1926)

### Teatro
- Charles Gilpin, attore
- Paul Robeson, attore
- Langston Hughes, Mulatto, allestito a Broadway. Hughes collaborò anche alla fondazione dell'Harlem Suitcase Theater
- Angelina Weld Grimke, autrice del dramma Rachel
- Zora Neale Hurston, autrice di Color Struck
- John Matheus, autore di Cruiter
- Eulalie Spence, autrice di Undertow
- Joseph Seamon Cotter, Jr., autore di On the Fields of France
- Richard Bruce Nugent, autore di Sahdji, an African Ballet
- Georgia Douglas Johnson, autrice di Plumes, A Tragedy

### Poesia
- Langston Hughes, poeta, scrittore, saggista, drammaturgo, editor
- Jessie Redmon Fauset, editor, poeta, saggista e romanziere
- Countee Cullen, poeta, The Black Christ and Other Poems (1929)
- Claude McKay, poeta e romanziere
- James Weldon Johnson, poeta, God's Trombones
- Arna Bontemps, poeta
- May Miller, poetessa e commediografa
- Richard Bruce Nugent, poeta
- Alice Dunbar Nelson, poetessa e scrittrice
- Angelina Grimké, poetessa e drammaturgo
- Anne Spencer, poetessa
- Effie Lee Newsome, poeta
- Jean Toomer, poeta e romanziere
- Joseph Seamon Cotter, Jr., poeta
- Sterling A. Brown, poeta
- Gwendolyn B. Bennett, poetessa
- Waring Cuney, poeta
- Lewis Alexander, poeta
- Helene Johnson, poetessa
- Mae V. Cowdery, poetessa

## Intellettuali di riferimento
- W.E.B. Du Bois
- Martha Gruening
- Alain Locke
- James Weldon Johnson
- Charles Spurgeon Johnson
- Walter Francis White
- Mary White Ovington
- Asa Philip Randolph
- Chandler Owen
- William Stanley Braithwaite
- Marcus Garvey
- Joel A. Rogers
- Marion Vera Cuthbert
- Arthur Schomburg
- Carl Van Vechten

## Artisti visuali
- Jacob Lawrence
- Charles Alston
- Augusta Savage
- Aaron Douglas
- Archibald Motley
- Lois Mailou Jones
- Palmer Hayden
- Romare Bearden
- Sargent Johnson
- William H. Johnson
- Beauford Delaney
- Norman Lewis
- Paul Heath

## Spettacolo popolare
- Cotton Club
- Apollo Theater
- Black Swan Records
- Small's Paradise
- Connie's Inn
- Speakeasy
- Rent party
- Savoy Ballroom

## Musicisti/Compositori
- Nora Douglas Holt
- Billie Holiday
- Duke Ellington
- Count Basie
- Louis Armstrong
- Lil Hardin Armstrong
- Eubie Blake
- Bessie Smith
- Fats Waller
- James P. Johnson
- Noble Sissle
- Earl Hines
- Jelly Roll Morton
- Fletcher Henderson
- Joséphine Baker
- Mamie Smith
- Ivie Anderson
- Lena Horne
- Roland Hayes
- Ella Fitzgerald
- Lucille Bogan
- Bill Robinson
- The Nicholas Brothers
- Marian Anderson
- Ethel Waters
- Bert Williams
- Pigmeat Markham
- Moms Mabley
- Mantan Moreland
- Ma Rainey
- The Will Mastin Trio
- Lonnie Johnson
- Nina Mae McKinney
- The Dandridge Sisters
- Victoria Spivey
- Cecil Scott
- Fess Williams
- McKinney's Cotton Pickers
- The Chocolate Dandies
- Cab Calloway
- The King Cole Trio
- Chick Webb
- Dizzy Gillespie
- Thelonious Monk